# Constitución neogranadina de 1853
La Constitución Política de la República de Nueva Granada de 1853 o Constitución Neogranadina de 1853 fue la Carta Política Nacional que rigió la vida constitucional de República de la Nueva Granada desde 1853 hasta 1858 cuando fue derogada por la Constitución de 1858.
El péndulo constitucional se movió hacia el método liberal. Entre las nuevas medidas, se dio inicio al federalismo, se eliminó la esclavitud, se extendió el sufragio a todos los hombres mayores de 21 años, se impuso el voto popular directo para elegir congresistas, gobernadores y magistrados, se estableció la libertad administrativa y la libertad religiosa, hubo una separación entre la Iglesia y el Estado y se terminó la personalidad jurídica de la Iglesia Católica. Algunos de los avances se revirtieron más tarde en la constitución colombiana de 1886.
En septiembre de 1853 se realizaron las elecciones para elegir el procurador y la Corte Suprema de Justicia; y el 3 de octubre de 1853 se eligieron el gobernador de Bogotá contabilizando los votos por distrito parroquial.

## Contexto
La división del Partido Liberal entre gólgotas y draconianos fue una ruptura ideológica entre los dos bandos de dicho partido político colombiano en sus inicios tras su fundación en 1848. El sector liberal se fragmentó en dos partes: comerciantes a quien llamaban Gólgotas, que estaban de acuerdo con las políticas del librecambio y socialistas, los artesanos Draconianos quienes defendían el proteccionismo.
Ante las demandas de los artesanos, el presidente liberal José Hilario López (1849-1853) aceptó subir moderadamente impuestos de aduana a varios productos. No obstante, los artesanos pidieron además actividades sociales que buscaban la protección de clases trabajadoras, sin embargo el Congreso se opuso a esa demanda y a nuevas alzas de aranceles para productos importados, lo que provocó manifestaciones de protesta de los artesanos. El proyecto liberal, proclamó la supresión de resguardos, ejidos y barreras proteccionistas para dar paso al libre cambio. 
Para las elecciones presidenciales de 1853 se presentaron José María Obando, a nombre de los Draconianos, derrotando al panameño Tomás Herrera, candidato de los Gólgotas. Una nueva constitución fue aprobada ese mismo año, la cual inició un cambio de filosofía gubernamental para el país que reflejaba las ideas liberales tendientes cada vez al federalismo. El 19 de mayo, representantes de quienes buscaban proteger intereses del sector agrario-comercial manifestaron su rechazo definitivo a los artesanos, ante lo cual se consumó la ruptura entre liberales.
Los artesanos eran adversarios indiscutibles de los gólgotas, de quienes se afirmaba buscaban acabar con las asociaciones de los pequeños productores. En la ciudad de Bogotá surgía una lucha de clases que se acentuaba ante las respuestas dadas por miembros del Congreso, lo que llevó a una conducta de corrientes riñas callejeras entre "cachacos", jóvenes gólgotas que se vestían o daban uso de accesorios importados, y jóvenes corrientes "guaches" que se vestían de forma acostumbrada, tal cual, como haciendo uso de la ruana tradicional.

## Aspectos principales
- Se proclamaron las libertades individuales de comercio, de opinión, de imprenta, de enseñanza, de asociación, etc.
- Abolición de la esclavitud..
- Se impuso el derecho universal al voto secreto.
- Se impuso el voto popular para elegir procuradores, gobernadores, senadores, representantes y magistrados.[5]
- Se estableció la libertad administrativa y libertad religiosa.
- Se establecieron dos cámaras legislativas.
- Se estableció un periodo de 4 años para el Presidente, elegido por voto secreto y sufragio directo de los ciudadanos. El Congreso está encargado de efectuar el escrutinio y elegir aquel que posea la mayoría relativa de los votos.[5]
- NO se estableció el cargo de Vicepresidente para suplir absoluta o temporalmente la ausencia del Presidente, para su elección tendrá los mismos procedimientos que el presidente.
- Se introduce el mecanismo para la reforma constitucional ya sea por acto legislativo o asamblea constituyente